# Castanopsis kawakamii
Castanopsis kawakamii är en bokväxtart som beskrevs av Bunzo Hayata. Castanopsis kawakamii ingår i släktet Castanopsis och familjen bokväxter. IUCN kategoriserar arten globalt som nära hotad. Inga underarter finns listade.